# Кісдорф
Кісдорф (нім. Kisdorf) — громада в Німеччині, розташована в землі Шлезвіг-Гольштейн. Входить до складу району Зегеберг. Центр об'єднання громад Кісдорф.
Площа — 24,52 км2. Населення становить 3995 ос. (станом на 31 грудня 2020).